# 琥珀酰丙酮
琥珀酰丙酮（英語： 或 Succinyl acetone）是一种有机化合物，结构简式CH3COCH2CO(CH2)2COOH，在体内由甘氨酸氧化形成，再转化为丙酮醛。